# دورین، ریف دمشق
دورین (به عربی: دورین) یک روستا در سوریه است که در استان ریف دمشق واقع شده‌است. دورین ۷۵۰ نفر جمعیت دارد.